# Dorfkirche Naitschau

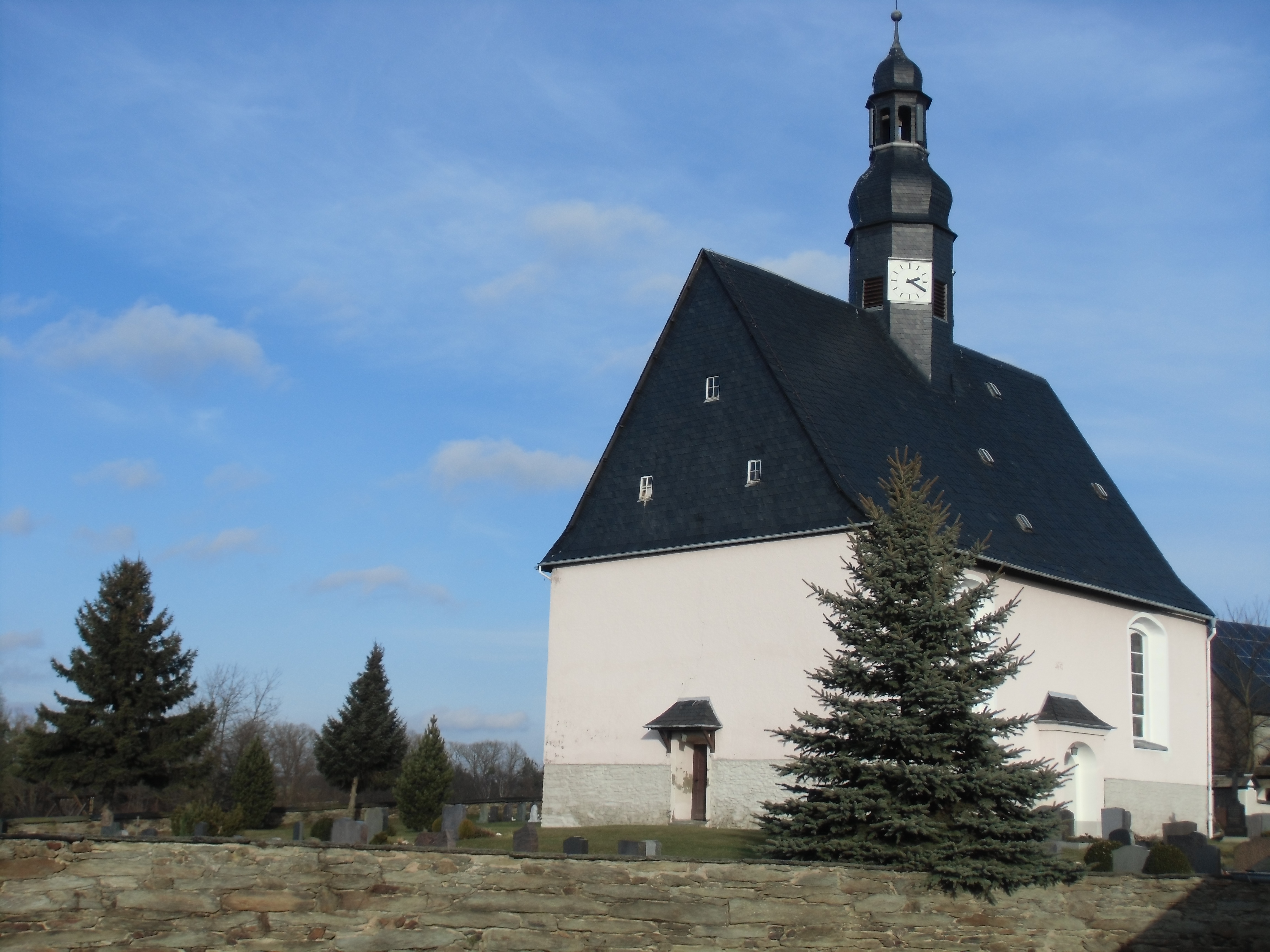
Dorfkirche Naitschau

Die evangelisch-lutherische Dorfkirche Naitschau steht im Ortsteil Naitschau der Gemeinde Langenwetzendorf im Landkreis Greiz in Thüringen.

## Geschichte
Vor dem Bau der Dorfkirche stand eine ältere Kapelle im Dorf. Das Gotteshaus wurde von 1671 bis 1673 errichtet. Man übernahm aus der Kapelle drei gotische Schnitzfiguren, den heiligen Urban, Anna selbdritt und eine noch ältere nicht benannte Madonna. Der Kanzelaltar und die historische Ausmalung laden zum Verweilen ein.